# Apogon aurolineatus
Apogon aurolineatus är en fiskart som först beskrevs av Mowbray 1927.  Apogon aurolineatus ingår i släktet Apogon och familjen Apogonidae. Inga underarter finns listade i Catalogue of Life.